# Wielki Lodowy Kopiniak
Wielki Lodowy Kopiniak (słow. Veľká ľadová kopa) – turnia znajdująca się w górnej części Lodowej Grani w słowackich Tatrach Wysokich. Od strony północno-zachodniej graniczy z Małą Lodową Kopą – niższym wierzchołkiem Lodowej Kopy, od którego oddzielają go trzysiodłowe Lodowe Wrótka. Z kolei na południowy wschód od Wielkiego Lodowego Kopiniaka znajduje się Pośredni Lodowy Kopiniak, oddzielony Lodowym Karbem.
Północno-wschodnie stoki opadają z Wielkiego Lodowego Kopiniaka do Doliny Pięciu Stawów Spiskich, południowo-zachodnie – do Dolinki Lodowej. Wierzchołek ma kształt kopulasty i znajduje się tuż ponad Skrajnymi Lodowymi Wrótkami, na końcu niemal poziomej grani szczytowej. Na wierzchołek Wielkiego Lodowego Kopiniaka nie prowadzą żadne szlaki turystyczne. Dla taterników turnia jest łatwo osiągalna z Lodowego Karbu.
Pierwsze wejścia:
- letnie – Janusz Chmielowski, Károly Jordán, Jan Nowicki, przewodnicy Klemens Bachleda, Paul Spitzkopf i tragarz Stanisław Stopka, 14 sierpnia 1903 r.,
- zimowe – Valéria Kovárová, Edita Krenová, Manicová, Maňa Mičiková, Bárdoš i Alexander Huba, 19 kwietnia 1946 r.[2]

Nazwa szczytu pochodzi od Lodowego Szczytu, w którego masywie się znajduje. Kopiniakiem mieszkańcy Podtatrza nazywają górę kopiastą, zazwyczaj mniejszą od kopy.